# Kon-Boot
Kon-Boot (alternatywnie konboot, kon boot) – oprogramowanie pozwalające użytkownikom na obejście hasła w systemach operacyjnych Microsoft Windows i Apple macOS (wsparcie dla systemu Linux zostało wycofane). Narzędzie nie wprowadza trwałych zmian w systemie, na którym zostało użyte. Jest to także pierwsze i do tej pory jedyne narzędzie na świecie potrafiące omijać hasła typu LIVE (ONLINE) w systemach Microsoft Windows 10 i Windows 11 , a także wspierające jednocześnie systemy Windows i macOS. Autorem programu jest Piotr Bania – były haker, obecnie specjalista ds. bezpieczeństwa komputerowego.

## Historia
Kon-Boot pierwotnie został stworzony jako darmowe, prototypowe narzędzie, głównie dla ludzi, którzy często zapominają hasła lub mają problem z ich zapamiętywaniem. Głównym zamysłem programu było umożliwienie użytkownikom dostępu do komputera bez znajomości hasła i bez wymuszenia trwałych zmian w docelowym systemie operacyjnym.
Pierwsze wydanie programu Kon-Boot miało miejsce w 2008 roku na liście mailingowej DailyDave. Ówczesna wersja programu (1.0) była darmowa i pozwalała użytkownikom na dostęp do systemów Linux bez znajomości hasła.
Wydana 2009 r. wersja programu umożliwiała dodatkowo ominięcie haseł i logowanie bez hasła w systemach Windows, poczynając od systemu Windows XP, aż do Windows 7. Wersja ta jest dalej dostępna jako freeware.
Najnowsza wersja programu Kon-Boot jest dalej rozwijana i dostępna komercyjnie.
Wersja 3.1 umożliwia ominięcie haseł na poniższych systemach operacyjnych:
| Wspierane systemy Microsoft Windows                                                                   |
| --- |
| Microsoft Windows 11 wszystkie wersje (UEFI, 64Bit – wymagane przez Windows 11)                       |
| Microsoft Windows 10 wszystkie wersje (32Bit/64Bit – obejmuje obejście hasła typu live/online)        |
| Microsoft Windows 8 and 8.1 wszystkie wersje (32Bit/64Bit – obejmuje obejście hasła typu live/online) |
| Microsoft Windows 7 wszystkie wersje 32Bit/64Bit                                                      |
| Microsoft Windows Vista wszystkie wersje 32Bit/64Bit                                                  |
| Microsoft Windows XP wszystkie wersje                                                                 |
| Microsoft Windows Server 2003 wszystkie wersje 32Bit/64Bit                                            |
| Microsoft Windows Server 2008 wszystkie wersje 32Bit/64Bit                                            |
| Microsoft Windows Server 2012 wszystkie wersje 32Bit/64Bit                                            |
| Microsoft Windows Server 2016 wszystkie wersje 32Bit/64Bit                                            |
| Microsoft Windows Server 2019 wszystkie wersje 32Bit/64Bit                                            |
| Microsoft Windows Server 2022 wszystkie wersje 64Bit                                                  |

| Wspierane systemy macOS         |
| ------------------------------- |
| Apple OS X 10.6                 |
| Apple OS X 10.7                 |
| Apple OS X 10.8                 |
| Apple OS X 10.9                 |
| Apple OS X 10.10                |
| Apple OS X 10.11                |
| Apple macOS Sierra (10.12)      |
| Apple macOS High Sierra (10.13) |
| Apple macOS Mojave (10.14)      |
| Apple macOS Catalina (10.15)    |
| Apple macOS Big Sur (11)        |
| Apple macOS Monterey (12)       |
| Apple macOS Ventura (13)        |
| Apple macOS Sonoma (14)         |
| Apple macOS Sequoia (15)        |

## Technologia
Kon-Boot modyfikuje jądro systemu operacyjnego podczas jego startu, tymczasowo zmieniając kod odpowiedzialny za autoryzacje użytkowników. Wszystkie te zmiany są przeprowadzane w pamięci wirtualnej i znikają po zresetowaniu komputera.
W porównaniu do innych narzędzi np. CHNTPW, Kon-Boot nie modyfikuje, ani bazy SAM ani innych plików systemowych.

## Dodatkowa funkcjonalność
O ile samo narzędzie Kon-Boot jest przeznaczone do obejścia haseł bez ich zmiany, w programie wbudowana jest dodatkowa funkcjonalność pozwalająca na alternatywne działanie programu:
- zmiana hasła Windows jest możliwa za pomocą funkcji tzw. lepkich klawiszy (ang. sticky keys[9][10]). Po uruchomieniu systemu Windows narzędziem Kon-Boot wystarczy nacisnąć 3 razy lewy klawisz SHIFT, aby uruchomić okno konsoli Windows z pełnymi uprawnieniami systemowymi. Dzięki temu, można w łatwy sposób zmienić hasło Windows[11] danego użytkownika wpisując komendę (na koniec potwierdzając klawiszem ENTER): net user nazwa_użytkownika nowe_hasło Oczywiście pełny dostęp do konsoli Windows z pełnymi uprawnieniami systemu daje w zasadzie nieograniczone możliwości ingerencji w system. Warto dodać, że funkcjonalność ta działa poprawnie na najnowszych systemach Windows 10 z pełnymi aktualizacjami,
- wersje komercyjne programu umożliwiają automatyczne wykonanie dowolnego skryptu języka PowerShell z uprawnieniami systemowymi przy starcie systemu Windows (dzięki temu rozwiązanie można zautomatyzować czynności, np. można napisać skrypt, który automatycznie zmieniał będzie hasła),
- program umożliwia także automatyczne dodanie nowego konta administratora systemu Windows.

## Ochrona
Aby ochronić się przed narzędziem Kon-Boot, należy uzywać szyfrowania dysków (BitLocker, FileVault, TrueCrypt, VeraCrypt). Najnowsze wersje programu Kon-Boot pozwalają ominąć zabezpieczenie SecureBoot.